# Antoni Agramont i Quintana
Antoni Agramont i Quintana (* 1851 in Castelló d’Empúries; † 6. August 1906 in Figueres) war ein katalanischer Flügelhornist, Cobla-Dirigent und Sardana-Komponist.

## Leben und Werk
Antoni Agramont fand seinen Einstieg in die Musik im Chor der Basilika von Castelló d’Empúries unter der Leitung von Bonaventura Frigola und dem Organisten Josep Anglada. In die Welt der Cobla und der Sardana stieg er mit dem Tenora-Spieler Bartomeu Callís ein.
Antoni Agramont dirigierte mehr als zwanzig Jahre lang die Cobla Empordanesa in Castelló, in der auch das Fiscorn, das Flügelhorn, spielte. Gleichzeitig unterrichtete er dieses Instrument in Figueres. Er war auch der Gründer der bekannten Cobla Els Rossinyols in Castelló.
Er komponierte eine große Zahl (nahezu 1000 !) Sardanas, darunter das El foc de Castelló („Das Feuer von Castelló“), La festa de Santa Màxima („Das Fest der Heiligen Màxima“) sowie Joguines d’una Pastora („Spiele eine Hirtenmädchens“). Die genannte Cobla El foc de Castelló spielt dabei auf das Feuer an, das die Carlistischen Streitkräfte von Francesc Savalls in der Nacht des 3. November 1874 in Castelló d’Empúries im Rahmen des Dritten Carlisten-Krieges legten. Agramont komponierte auch geistliche Musik wie Messen, Motetten, Rosenkranzvertonungen und religiöse Chormusik. Darüber hinaus schrieb er weltliche Chor- und Tanzmusik.